# Проспект Відродження (Луцьк)
Проспект Відродження — проспект на сході Луцька. Одна з основних магістралей міста.
Бере початок від перехрестя з вулицею Рівненською, рухається на північ й закінчується роздоріжжям вулиці Домни Гордіюк, проспекту Собороності та вулиці Єршова. Утворює перехрестя з проспектом Молоді.

## Будівлі та установи

### Храми
- Церква Святого Миколая Чудотворця — пр-т Відродження, 46.
- Кафедральний собор Успіння Пресвятої Богородиці — пр-т Відродження, 46.

### Пам'ятники
- Монумент «Слава праці» — пр-т Відродження 1.

### Готелі
- Готель «Лучеськ» — пр-т Відродження 1.
- Готель «Профспілковий» — пр-т Відродження 24.

### Медицина
- Луцький центр первинної медико-санітарної допомоги № 2 — пр-т Відродження 13.
- Луцька міська клінічна лікарня — пр-т Відродження 13.
- Волинська обласна дитяча клінічна лікарня — пр-т Відродження 30.

### Заклади освіти
- Луцька гімназія № 18 — пр-т Відродження 20А.
- Луцька загальноосвітня школа І-ІІІ ступенів № 22 — пр-т Відродження 30.

### Торгівля
- Супермаркет «Там-там express» — пр-т Відродження 14А.
- Автосалон «Тойота» — пр-т Відродження 34.
- Автосалон «Шкода» — пр-т Відродження 34.

### Банки
- Філія «Волинське головне регіональне управління» закритого акціонерного товариства комерційного банку «ПриватБанк» — пр-т Відродження 1.

### Заклади харчування
- Піцерія «Соло» — пр-т Відродження 5А.
- Ресторан «Червоне сонце» — пр-т Відродження 41. - закрито
- Кафе «Тотем» — пр-т Відродження 22А.

## Парки і сквери
- Парк 900-річчя Луцька
- Сквер поруч із Методичним центром профспілок мав з'явитися у 2021 році. За словами мера міста Ігоря Поліщука, він матиме чудове озеленення та рідкісні й нетипові для місцевості породи дерев, серед яких катальпа, модрина тощо[1].